# Mashta Deir Mama
Mashta Deir Mama (tiếng Ả Rập: مشتى دير ماما) là một ngôi làng Syria nằm ở phó huyện Masyaf ở huyện Masyaf, Hama. Theo Cục Thống kê Trung ương Syria (CBS), Mashta Deir Mama có dân số 169 trong cuộc điều tra dân số năm 2004.